# Gabrielle Gauchat
Gabrielle Gauchat, född 1767, död 1805, var en fransk memoarskrivare. Hon är känd för sina memoarer som beskriver hennes liv under franska revolutionen.

## Biografi
Gabrielle Gauchat var född på Saint Domingue och blev vid tio års ålder nunna i visitandinneordens kloster St-Gengoux de Saône-et-Loire i Langres i Frankrike på önskan av sin farbror/morbror, som var präst vid katedralen i Langres.
I januari 1791 stängdes katedralen i Langres sedan biskopen hade vägrat svära trohetsed till konstitutionen; i juli deporterades de edsvägrande prästerna från staden, däribland nunnornas biktfader, och i september 1792 vräktes nunnorna från klostret. De förbjöds också att bära nunnedräkt. Före detta nunnor erbjöds en statlig pension om de lämnade klostren frivilligt eller om de svor eden till den republikanska konstitutionen, men Gauchat vägrade att svära eden då hon ansåg den bryta mot sina klosterlöften.
Liksom många andra nunnor med uppriktig religiös övertygelse som inte hade någon familj att återvända till inhystes hon som gäst hos katolska privatpersoner och tillämpade sina klosterlöften som privatperson. Hon blev inte arresterad under skräckväldet men fick dock regelbundet anmäla sig hos myndigheterna. Gabrielle Gauchat uppfattade revolutionen som en prövning av sin tro och menade att om revolutionen gav frihet borde hon ha frihet att utöva sin tro. 1795 fick katolicismen åter utövas och Gauchat ansåg då att hennes prövningar var över. Från 1802 fick klostren återigen öppnas i Frankrike.

## Dagbok
Gabrielle Gauchat förde dagbok mellan september 1792, då nunnorna vräktes från klostret, fram till juni 1795, när katolicismen åter fick utövas fritt och katedralen i Langres öppnade igen. Dagboken ligger till grund för hennes memoarer. Hennes memoarer är en av få memoarer skrivna av nunnor som skildrar franska revolutionen. Medan 55 revolutionsmemoarer av präster är kända, har endast fyra av nunnor identifierats: Jeanne Le Royers, Soeur Besnards, Theotiste Valombrays (som möjligen inte var skriven av henne) och Gabrielle Gauchats . De skildrar hennes liv mellan 1792 och 1795, då klostren var upplösta och nunnor och präster i hemlighet försökte utöva religion.